# Satyricon & Munch
Satyricon & Munch è il decimo album in studio del gruppo musicale black metal norvegese Satyricon, pubblicato il 10 giugno 2022 dalla Napalm Records. Il disco è stato commissionato dal Museo Munch di Oslo per una mostra omonima tenutasi dal 29/4/2022 al 28/8/2022.

## Tracce
1. Satyricon & Munch – 56:07

## Musicisti
- Satyr - chitarra, basso, tastiere
- Frost - batteria